# Vincenc Lesný
Vincenc Lesný (ur. 3 kwietnia 1882 w Komárovicach, zm. 9 kwietnia 1953 w Pradze) – czeski orientalista, profesor filologii indyjskiej. Jego dorobek obejmuje prace z zakresu filologii indyjskiej, historii wierzeń indyjskich i życia politycznego. Tworzył przekłady z języków orientalnych. Tłumaczył poezję Rabindranatha. 

## Publikacje (wybór)
- Buddhismus: Buddha a buddhismus pálijského kánonu, 1921
- Dnešní Indie, 1924
- Duch Indie, 1927
- Indie a Indové: Pouť staletími, 1931
- Rabíndranáth Thákur: osobnost a dílo, 1937
- Básnický zápas Otakara Březiny, 1945
- Buddhismus, 1948